# Charles Dierkop
Charles Dierkop (La Crosse, Wisconsin, 1936. szeptember 11. – 2024. február 25.) amerikai komikus, színész, rendező, producer.

## Fiatalkora
Az Aquinas High School tanulója volt. Nagynénje és nagybácsija nevelte fel.

## Filmszerepei
- Utazás a tenger mélyére (1961)
- A svindler (1961)
- A zálogos (1964)
- Gunsmoke (1966-1973)
- A Valentin-napi mészárlás (1967)
- Death Valley Days (1967-1968)
- Vadnyugati mesék (1968)
- Batman (1968)
- Daniel Boone (1968-1969)
- Lancer (1968-1970)
- Az ezergépes támadás (1969)
- Bonanza (1969-1972)
- Mannix (1969-1973)
- Város a tenger alatt (1971)
- Alias Smith and Jones (1971-1972)
- Cannon (1971-1974)
- Mission: Impossible (1972)
- Kung Fu (1973)
- A nagy balhé (1973)
- Police Story (1973-1974)
- Kojak (1974)
- Police Woman (1974-1978)
- Bátor kapitányok (1977)
- Fantasy Island (1980-1982)
- Akciócsoport (1982)
- Matt Houston (1983-1984)
- The Fall Guy (1983-1985)
- Ármány és szenvedély (1984)
- Simon & Simon (1986-1988)
- Groteszk (1988)
- A bosszú angyala (1988)
- Nehéz napok egy Föld nevű bolygón (1989)
- Vörös vér (1989)
- Bűnügyi különítmény (1989)
- MacGyver (1991)
- Elszabadult pokol (1992)
- Maverick – Halálos póker (1994)
- Túl gyors, túl fiatal (1996)
- Vészhelyzet (1996)
- Rejtélyes igazságok (1998)

## Fordítás
- Ez a szócikk részben vagy egészben  a   Charles Dierkop című angol Wikipédia-szócikk fordításán alapul.  Az eredeti cikk szerkesztőit annak laptörténete sorolja fel. Ez a jelzés csupán a megfogalmazás eredetét és a szerzői jogokat jelzi, nem szolgál a cikkben szereplő információk forrásmegjelöléseként.